# Characodoma mamillatum
Characodoma mamillatum is een mosdiertjessoort uit de familie van de Cleidochasmatidae. De wetenschappelijke naam van de soort is voor het eerst geldig gepubliceerd in 1880 door Seguenza.